# Bruno Minniti
Bruno Minniti (Roma, 5 dicembre 1954) è un attore italiano.

## Biografia
Inizia la sua carriera come attore protagonista di vari fotoromanzi, come Grand Hotel, Bolero,  Cioè e Lancio.
Negli anni ottanta recita in numerosi film del filone della commedia erotica all'italiana. In seguito recita come protagonista in diversi film d'azione, spesso accreditato come Conrad Nichols. Negli anni novanta e duemila recita in alcune fiction di successo, ma in ruoli minori.
È noto anche per aver interpretato il ruolo del professor Marozzi nel film Pierino torna a scuola (1990).

## Filmografia

### Cinema
- La poliziotta fa carriera regia di Michele Massimo Tarantini (1976)
- Yi xiang meng, regia di Pai Ching-Jui (1977)
- L'importante è non farsi notare, regia di Romolo Guerrieri (1979)
- Le porno killers, regia di Roberto Mauri (1980)
- La dottoressa ci sta col colonnello, regia di Michele Massimo Tarantini (1980)
- La moglie in bianco... l'amante al pepe, regia di Michele Massimo Tarantini (1981)
- Una vacanza del cactus, regia di Mariano Laurenti (1981)
- La dottoressa preferisce i marinai, regia di Michele Massimo Tarantini (1981)
- Thor il conquistatore, regia di Tonino Ricci (1983)
- Rush, regia di Tonino Ricci (1983)
- Rage - Fuoco incrociato, regia di Tonino Ricci (1984)
- I giorni dell'inferno, regia di Tonino Ricci (1986)
- Alla ricerca dell'impero sepolto, regia di Gianfranco Parolini (1987)
- Pierino torna a scuola, regia di Mariano Laurenti (1990)
- Club vacanze, regia di Alfonso Brescia (1996)
- Buck e il braccialetto magico, regia di Tonino Ricci (1998)

### Televisione
- Sam & Sally (Sam et Sally) – serie TV, episodio 2x04 (1980)
- La neve nel bicchiere, regia di Florestano Vancini – miniserie TV (1984)
- Un cane sciolto 3, regia di Giorgio Capitani – miniserie TV (1992)
- Fine secolo – serie TV (1999-2000)
- Incantesimo – serie TV (2000-2001)